# Люминизм (живопись)
Люминизм (нидерл. Luminisme, англ. Luminism) — название нескольких разных художественных и поэтических направлений, существовавших в США, Европе (Бельгии, Нидерландах, Испании) и России во второй половине XIX — первой трети XX века. Название их было образовано от латинского корня со значением «свет», в том числе, в смысле «световых эффектов», «игры освещения». Бельгийский и испанский люминизм обычно рассматриваются, как местные разновидности французского импрессионизма. 

## Люминизм в США
Люминизм — направление в американской пейзажной живописи 1850–1870-х годов, характеризующийся световыми эффектами в пейзаже за счёт использования воздушной перспективы и сокрытия видимых мазков. Люминистские пейзажи подчеркивают спокойствие и часто изображают спокойную, отражающую воду и мягкое туманное небо. Художники, которые сыграли ключевую роль в развитии стиля люминистов, включают Фитца Хью Лейна, Мартина Джонсона Хеда, Сэнфорда Гиффорда и Джона Ф. Кенсетта. 

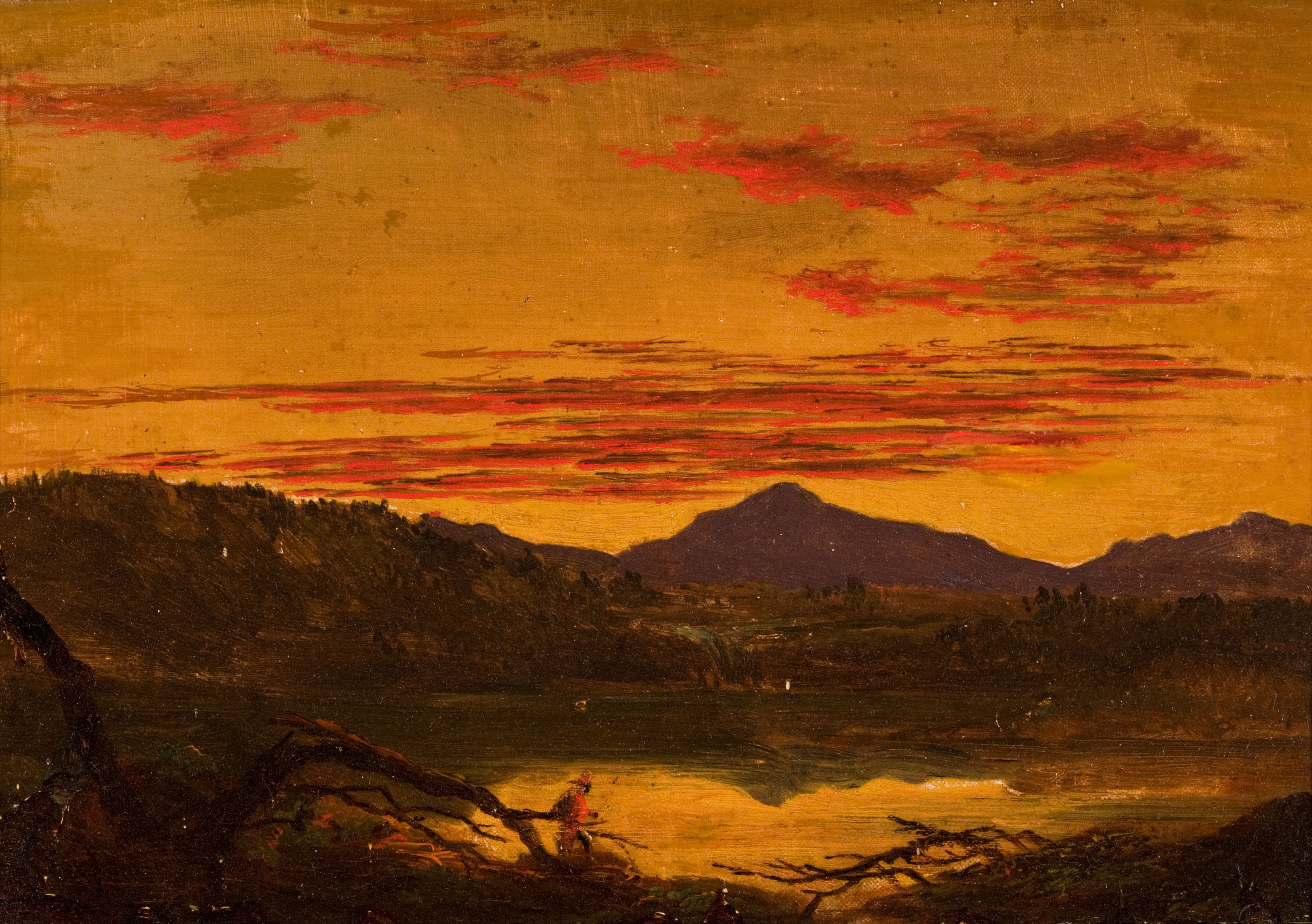
Джон Фредерик Кенсетт. Пейзаж
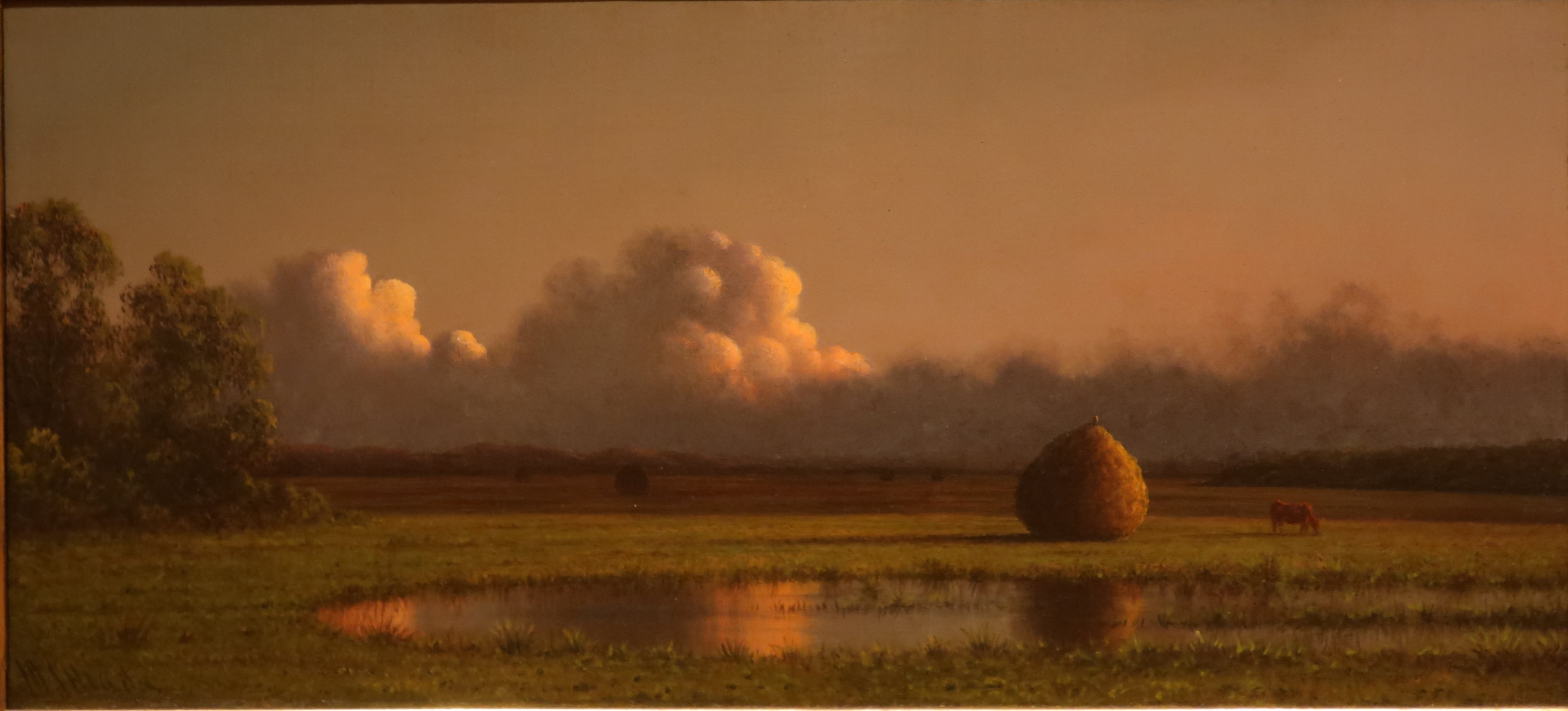
Мартин Джонсон Хед. Стоги сена
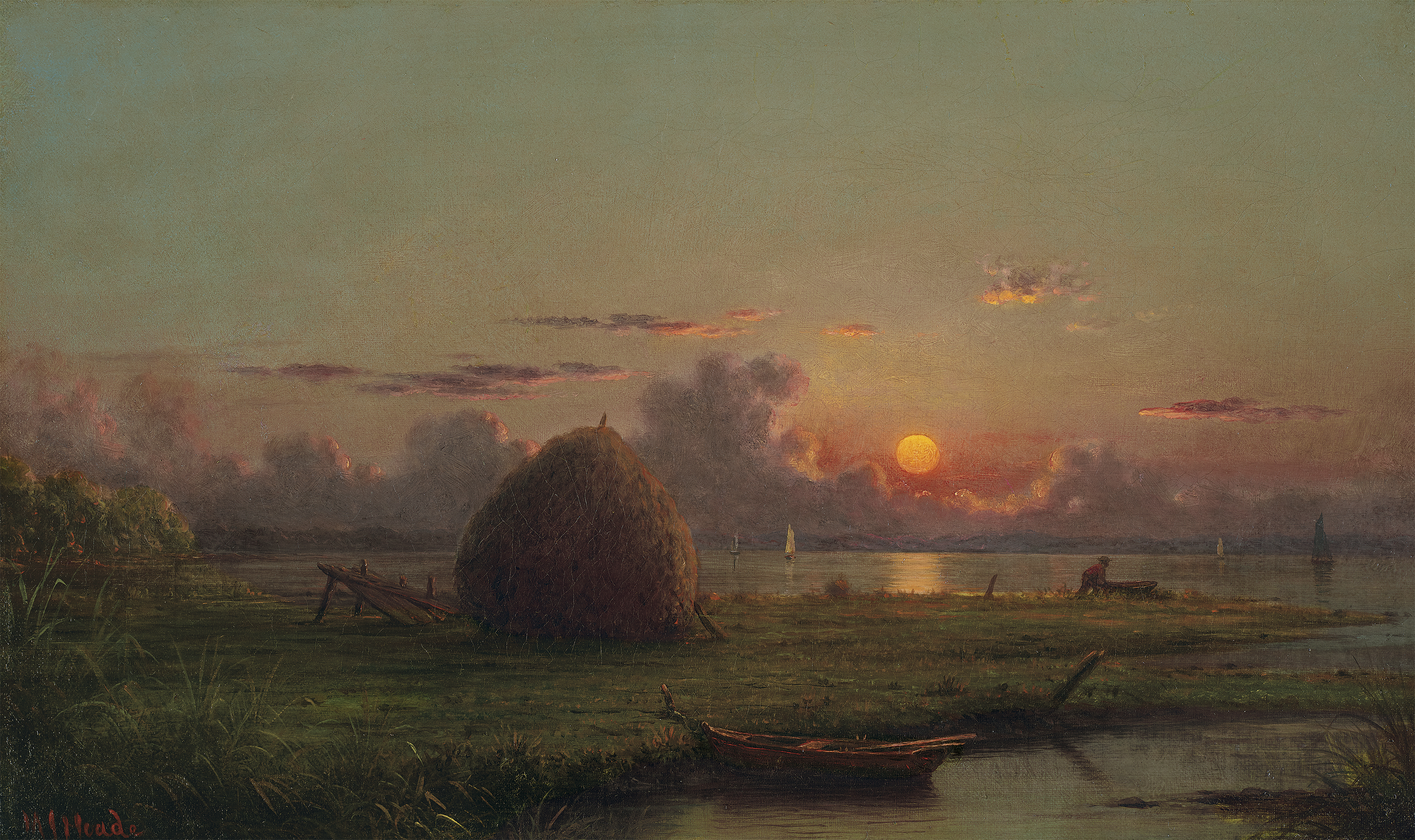
Мартин Джонсон Хед. Стог на закате

## Люминизм в Европе
В Бельгии был связан с целой плеядой художников, вдохновлявшихся, в первую очередь, живописью своего французского современника-импрессиониста Клода Моне. К этому направлению в Бельгии принадлежали художники Эварист Карпантье, Эдгар Фаразен, Эмиль Клаус, а также его ученики: Густав де Смет, Фриц ван ден Берге, Жанна Монтиньи, Жорж Моррен, Анна де Верт, Констант Пермеке и другие. В некоторых случаях к бельгийским люминистам также относят Тео ван Рейссельберге, однако он в своей работе ориентировался, в основном, на пуантилизм. 
Со своей стороны, нидерландские люминисты избрали своими образцами французских фовистов: Анри Матисса, Мориса де Вламинка (фламандца по происхождению), Андре Дерена. К нидерландскому люминизму относится ранний период творчества таких художников, как Ян Тороп, Ян Слёйтерс, Лео Гестел и Пит Мондриан, которые в дальнейшем перешли к работе в других стилях. 

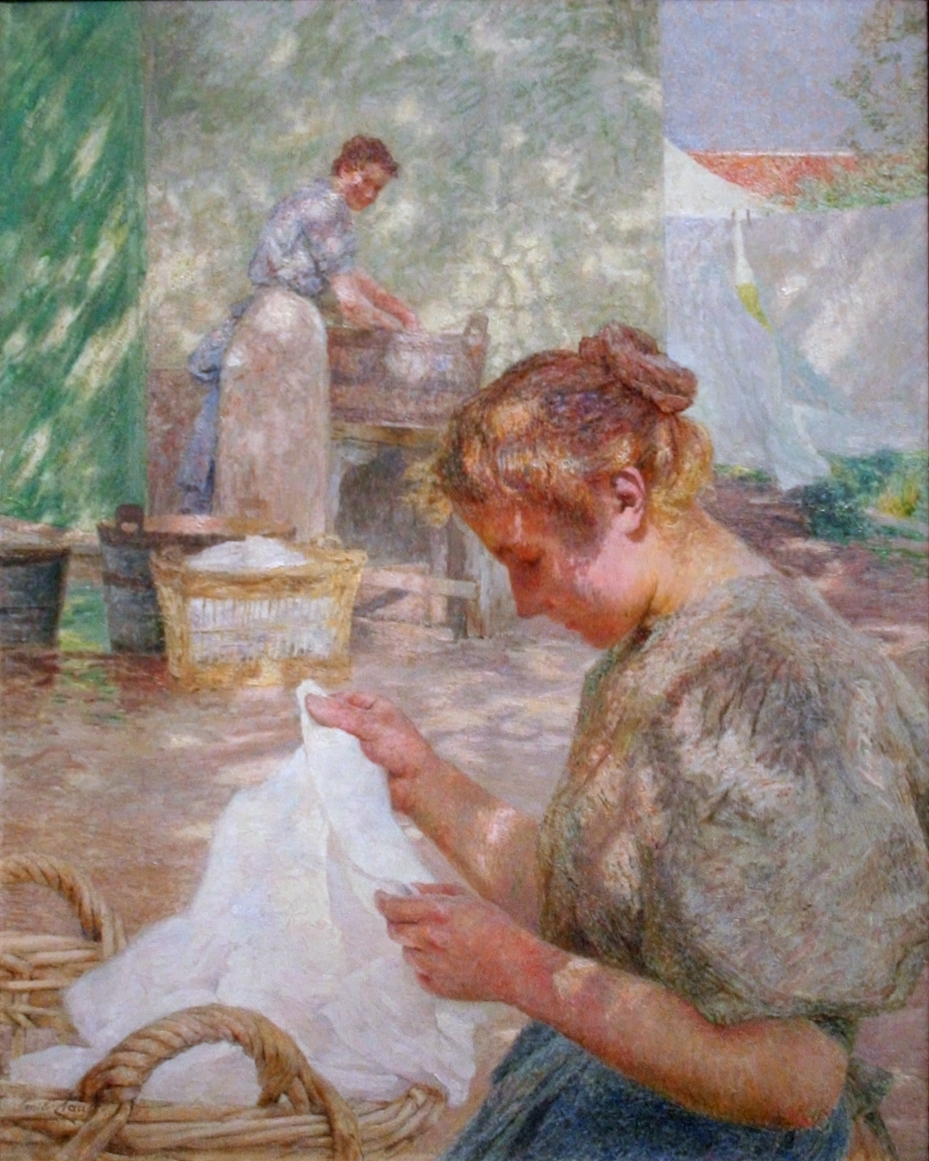
Эмиль Клаус. Солнечный день (1899)
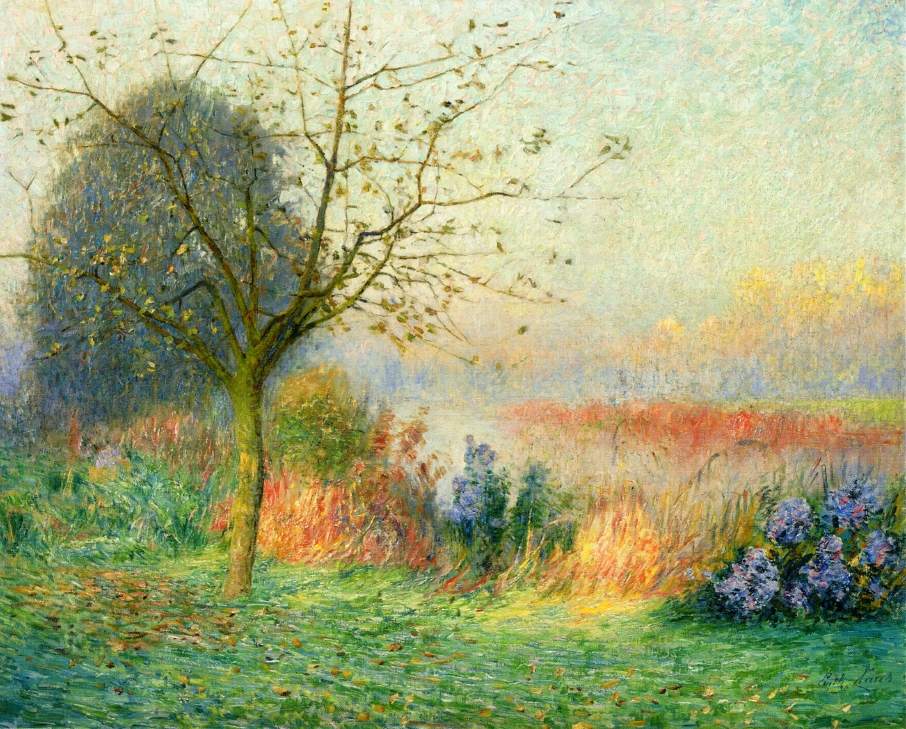
Эмиль Клаус. Осеннее утро на реке Лис, (1901)
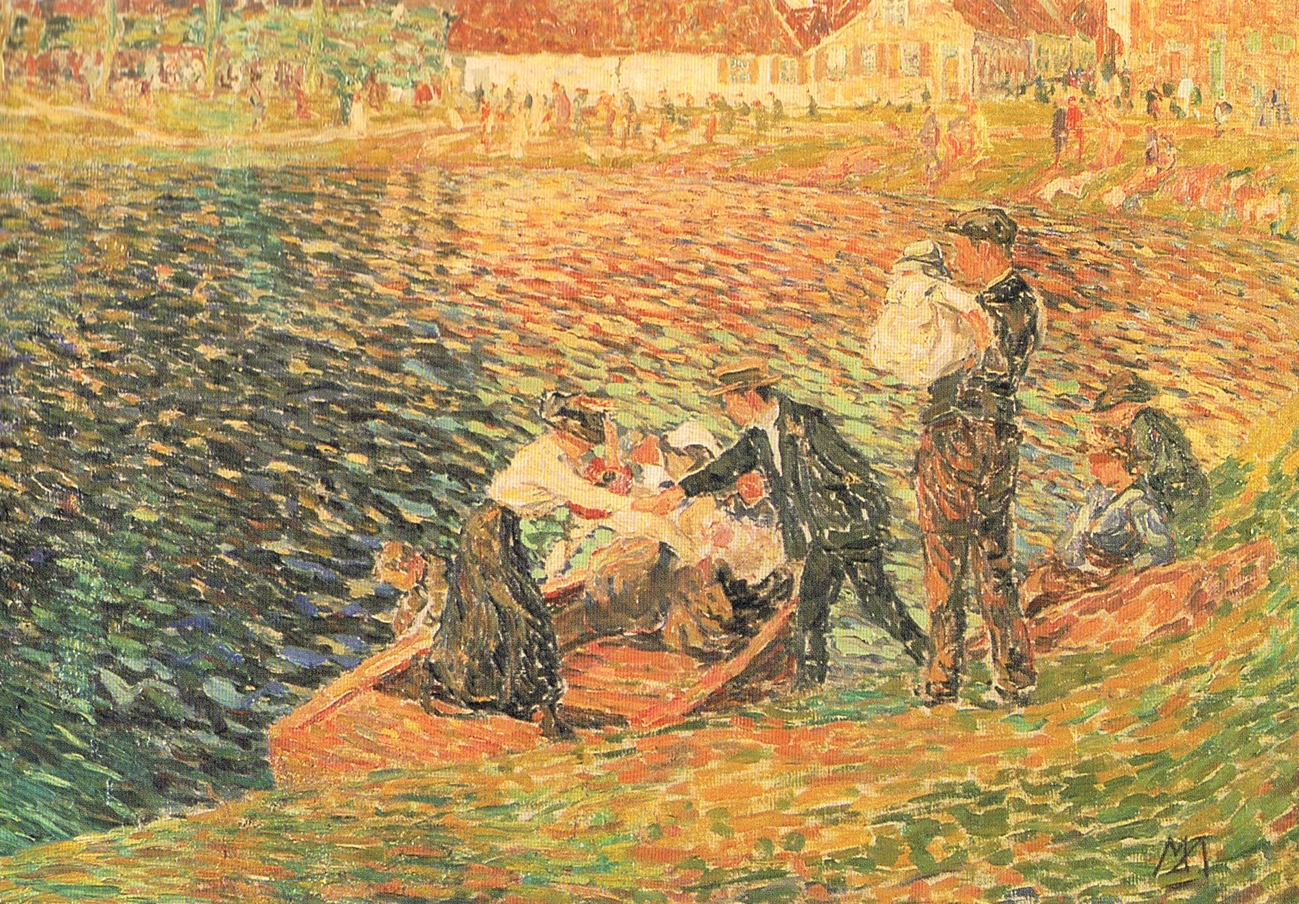
Модест Хюйс. Переправа.
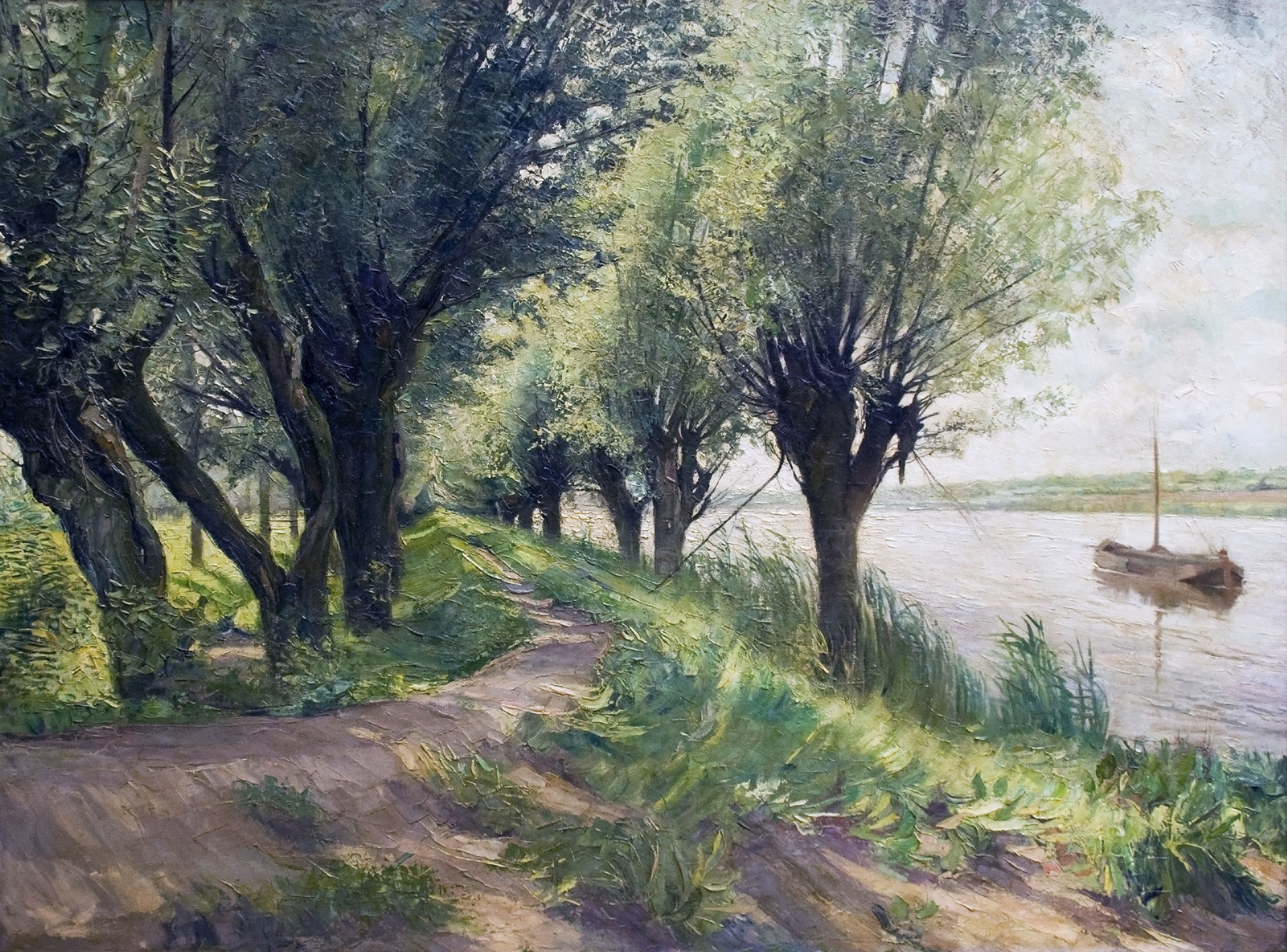
Гильем ван Стридонк. Ивы у Шельдта
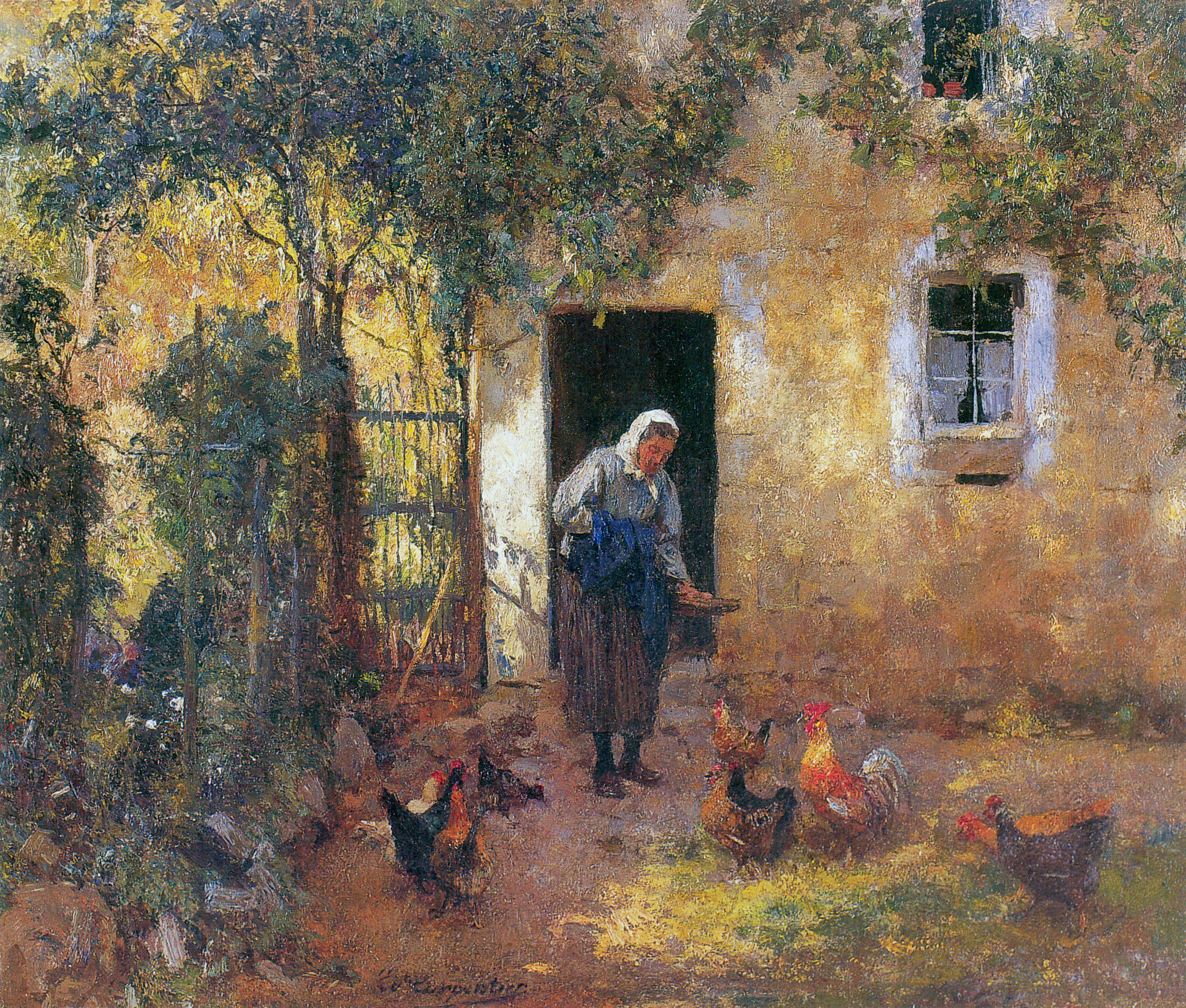
Эварист Карпентье. Кормление кур
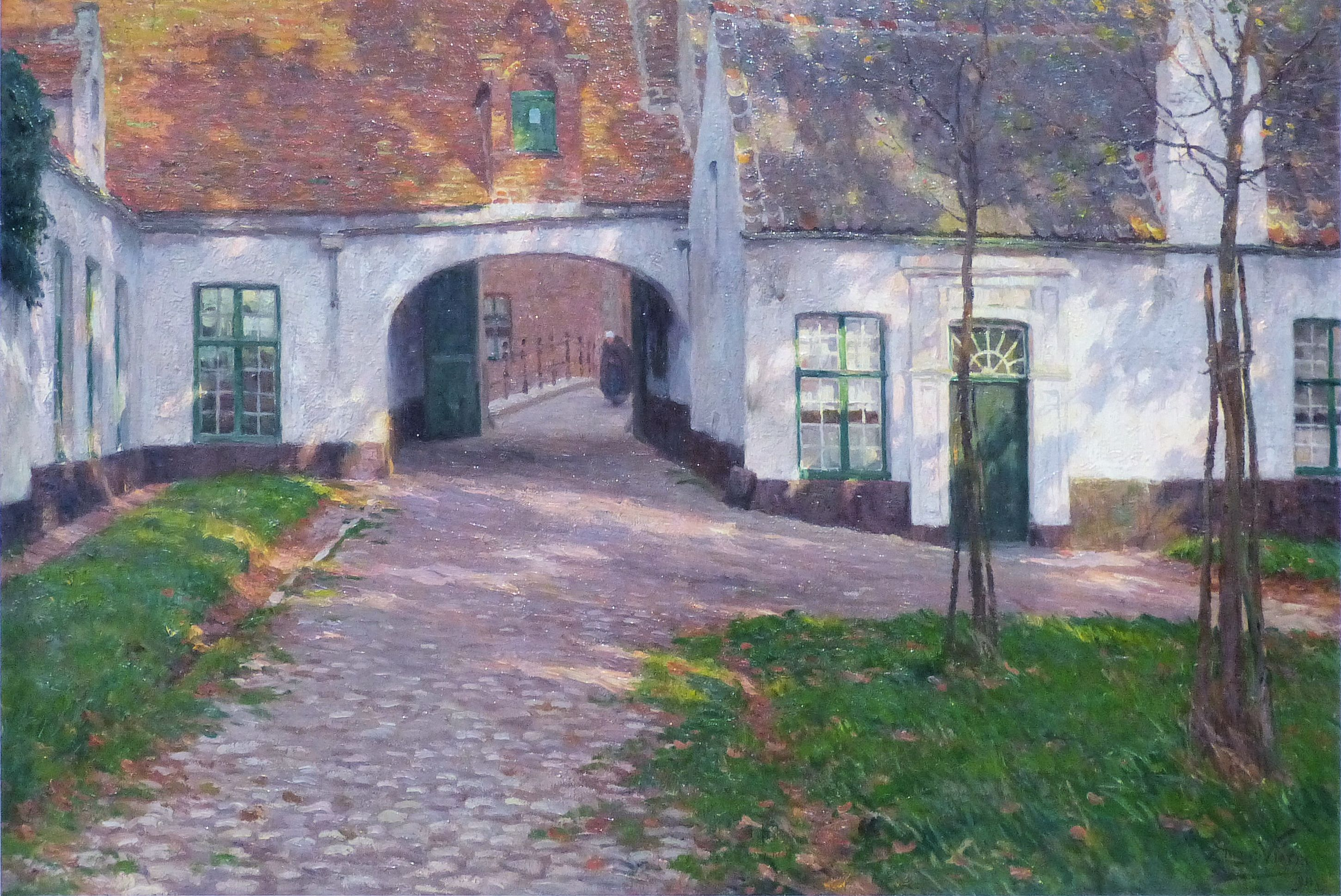
Эммануэль Вьерен. Вход в бегинаж

Наконец, применительно к Испании люминистами называют группу валенсийских импрессионистов во главе с Хоакином Сорольей, а также группу импрессионистов из Каталонии (исп.), работавшую в городе Сиджес. 

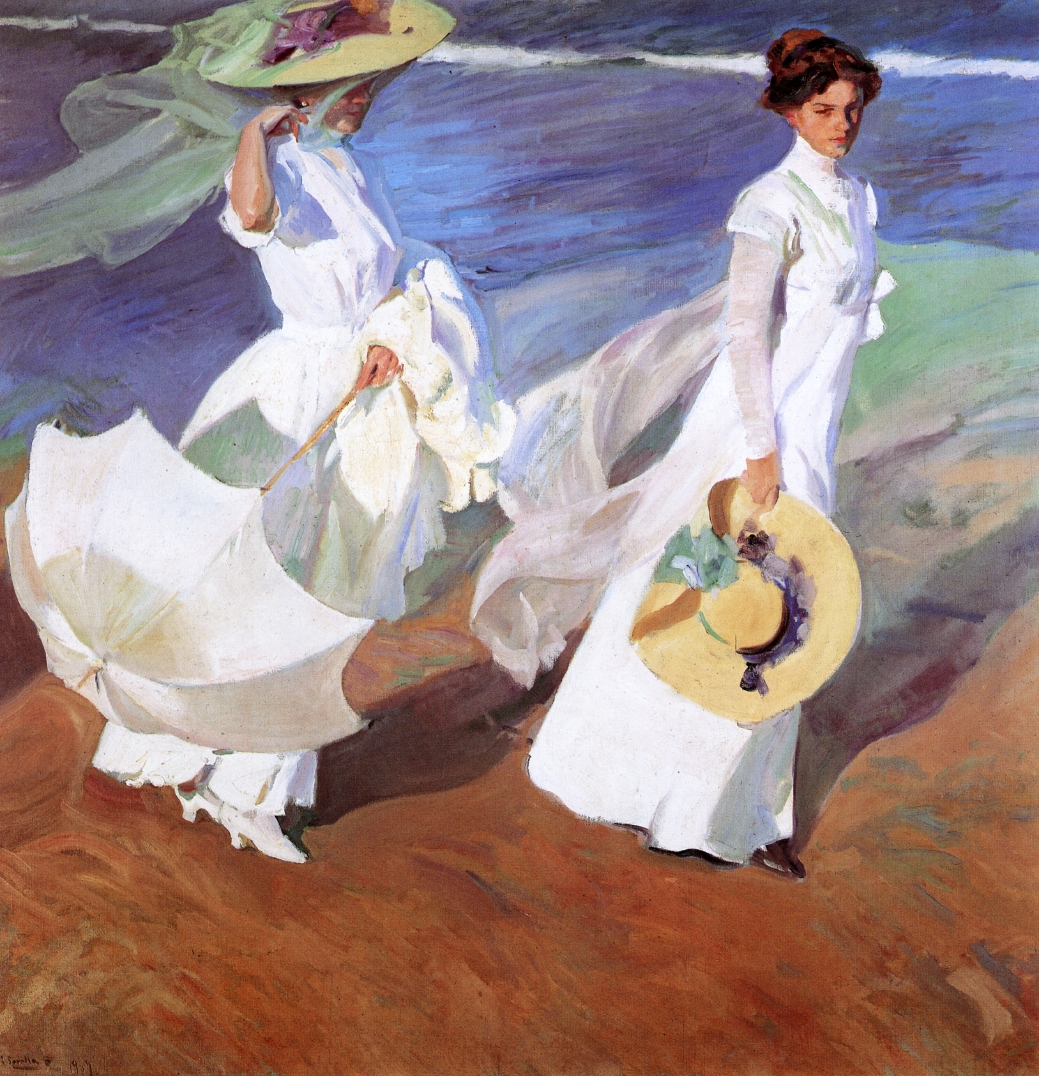
Хоакин Соролья. Прогулка по пляжу (1909)
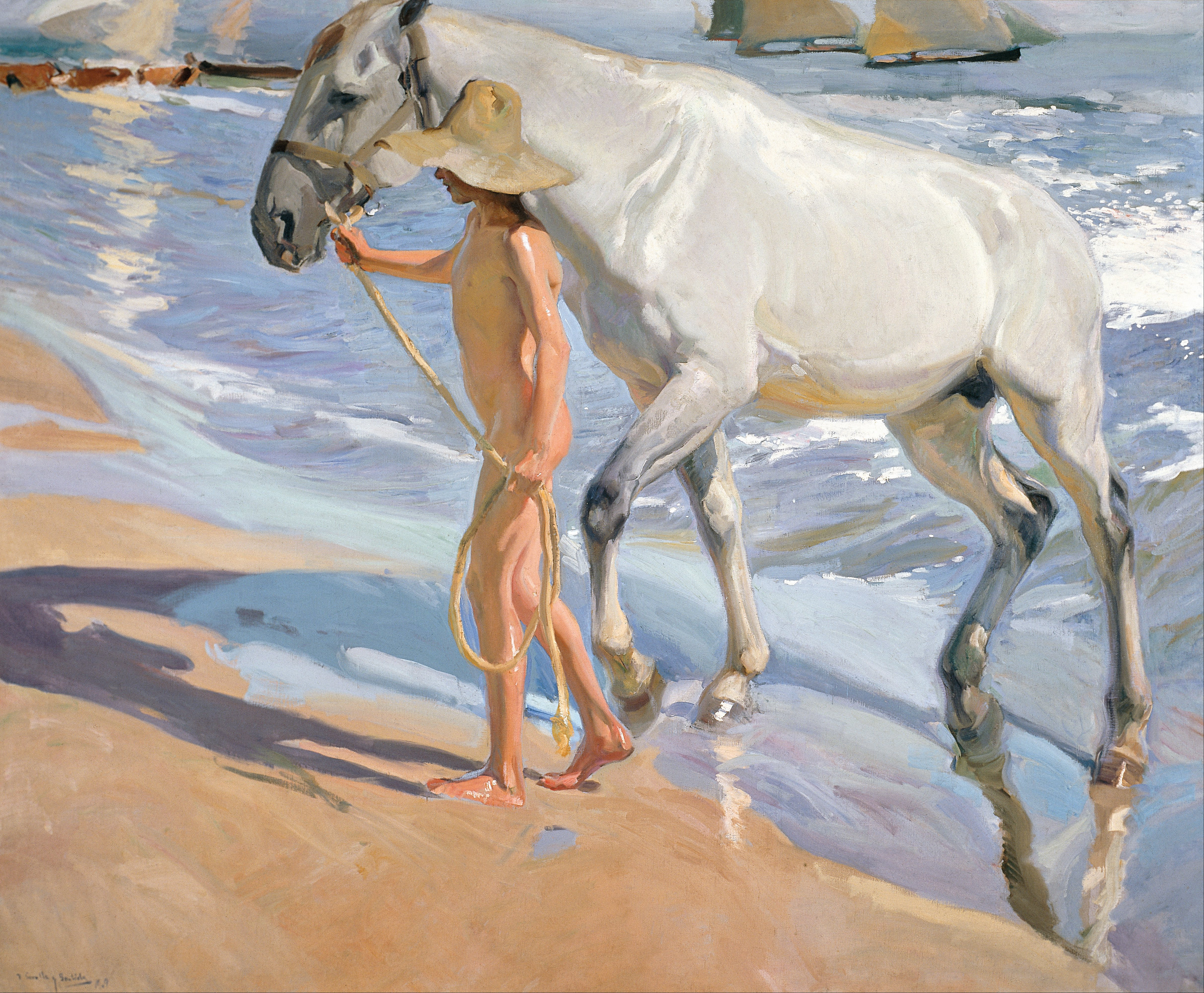
Купание коня (1909)

## Люминизм в России
В Советской России 1920-х годов существовала поэтическая группа под названием люминисты.
Что касается живописи, то американский искусствовед Джон Э. Боулт, открыв для себя в 1975 году творчество Куинджи, сравнил его творчество с современниками — американскими люминистами в статье «Архип Куинджи: русская школа люминизма?», которая была опубликована в журнале Метрополитен-музея и была позже переведена для журнала Третьяковской галереи. Тем не менее, необходимо понимать, что сам Архип Куинджи никогда не называл себя люминистом, и что сравнение производилось по принципу аналогии, понятной для американского читателя.

Среди приобретений Музея Метрополитен в области европейской живописи — масштабный пейзаж русского художника Архипа Ивановича Куинджи (1842—1910) «Красный закат на Днепре». Несмотря на позднюю дату создания, 1905—1908 годы, эта картина типична не только для творчества самого Куинджи, но и для того направления, которое можно назвать русской школой люминизма. На самом деле, своей выразительностью, игрой света этот пейзаж Куинджи напоминает работы западных последователей люминизма и, в частности, может показаться любопытной аналогией живописи американского художника Альберта Бирштадта
— Джон Э. Боулт
Другой крупный русский художник-пейзажист, Иван Шультце, работавший после революции на западе, классификация творчества которого вызывала сложности, был назван люминистом русским искусствоведом Светланой Затюпой в статье, опубликованный в 2021 году в журнале «Art Investment». Однако, Шульце работал в Америке гораздо позже, чем американские люминисты, и не имел в своей творческой манере ничего общего с люминистами европейскими. Кроме того, к числу русских люминистов был также ретроспективно приписан художник К. Я. Крыжицкий — последователь Куинджи.

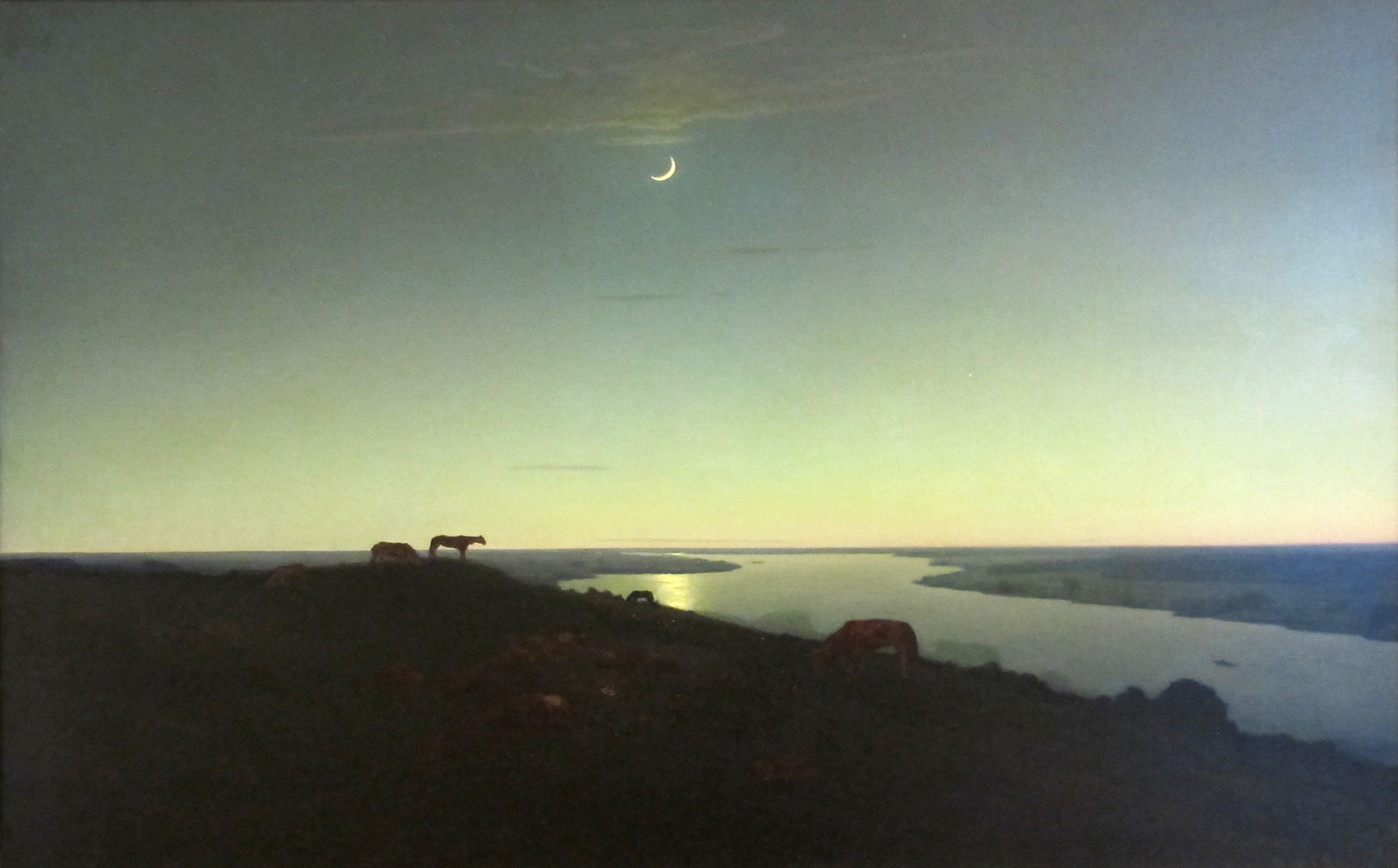
Архип Куинджи. Ночное
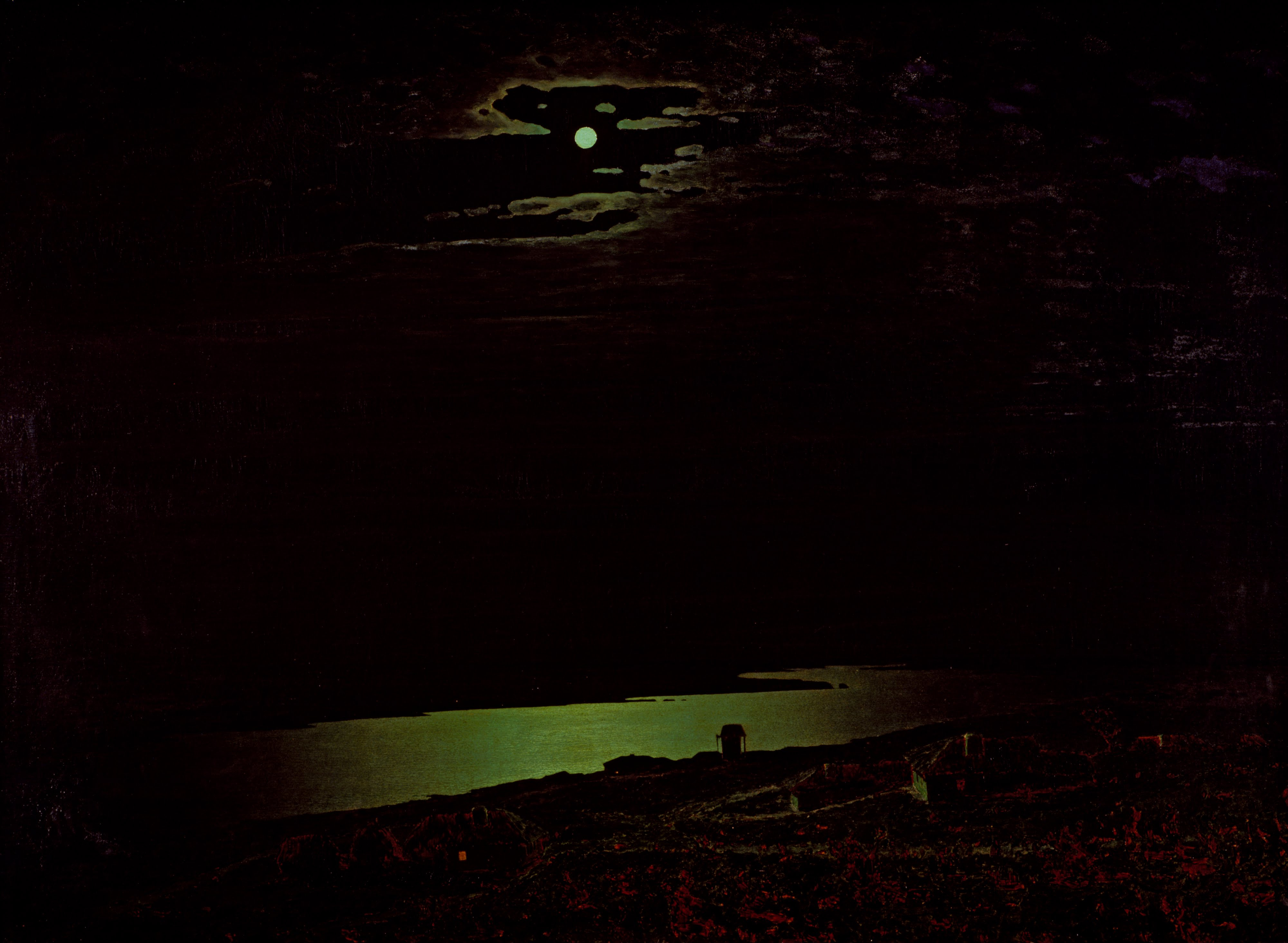
Архип Куинджи. Ночь на Днепре
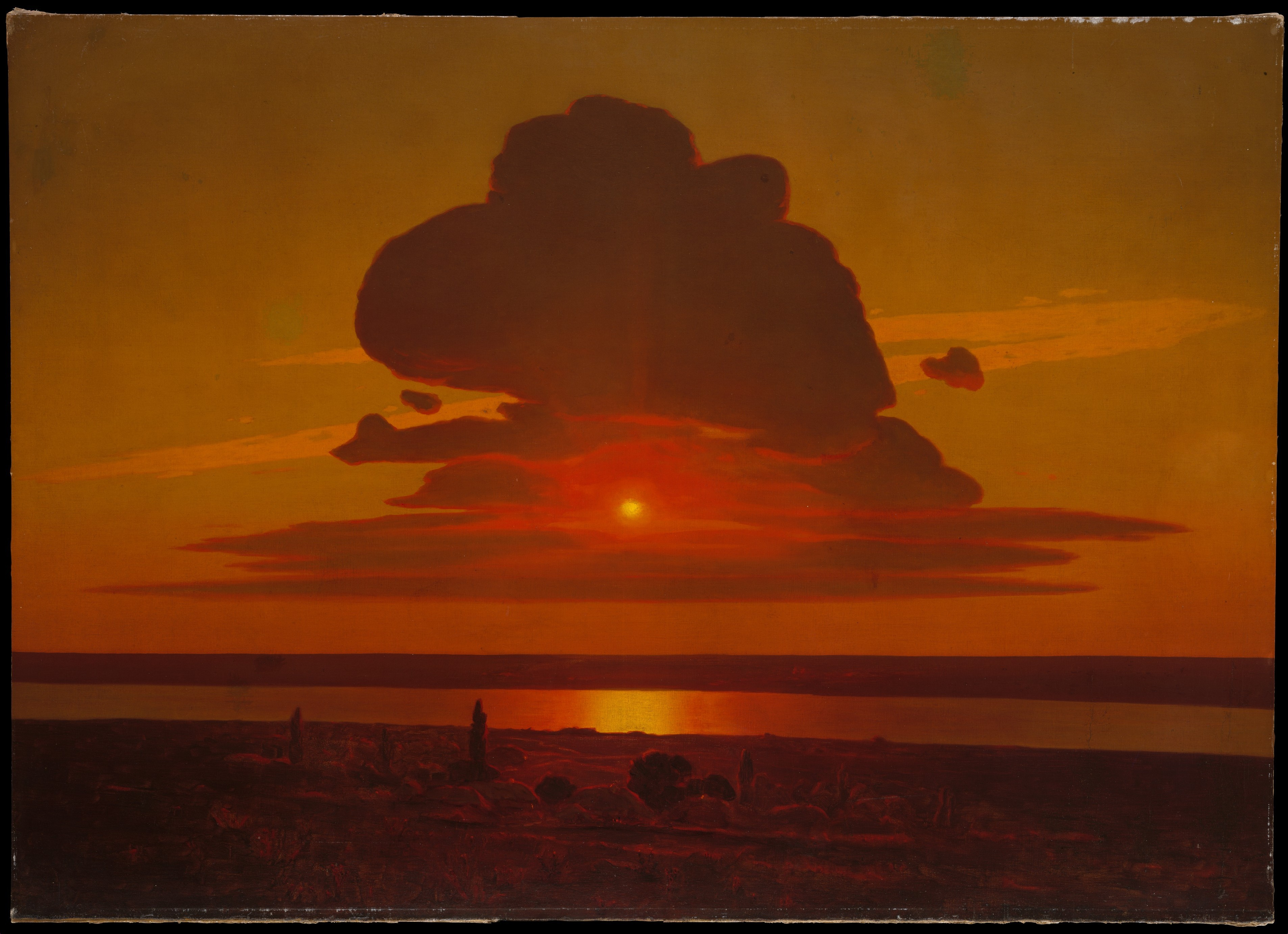
Архип Куинджи. Закат над Днепром
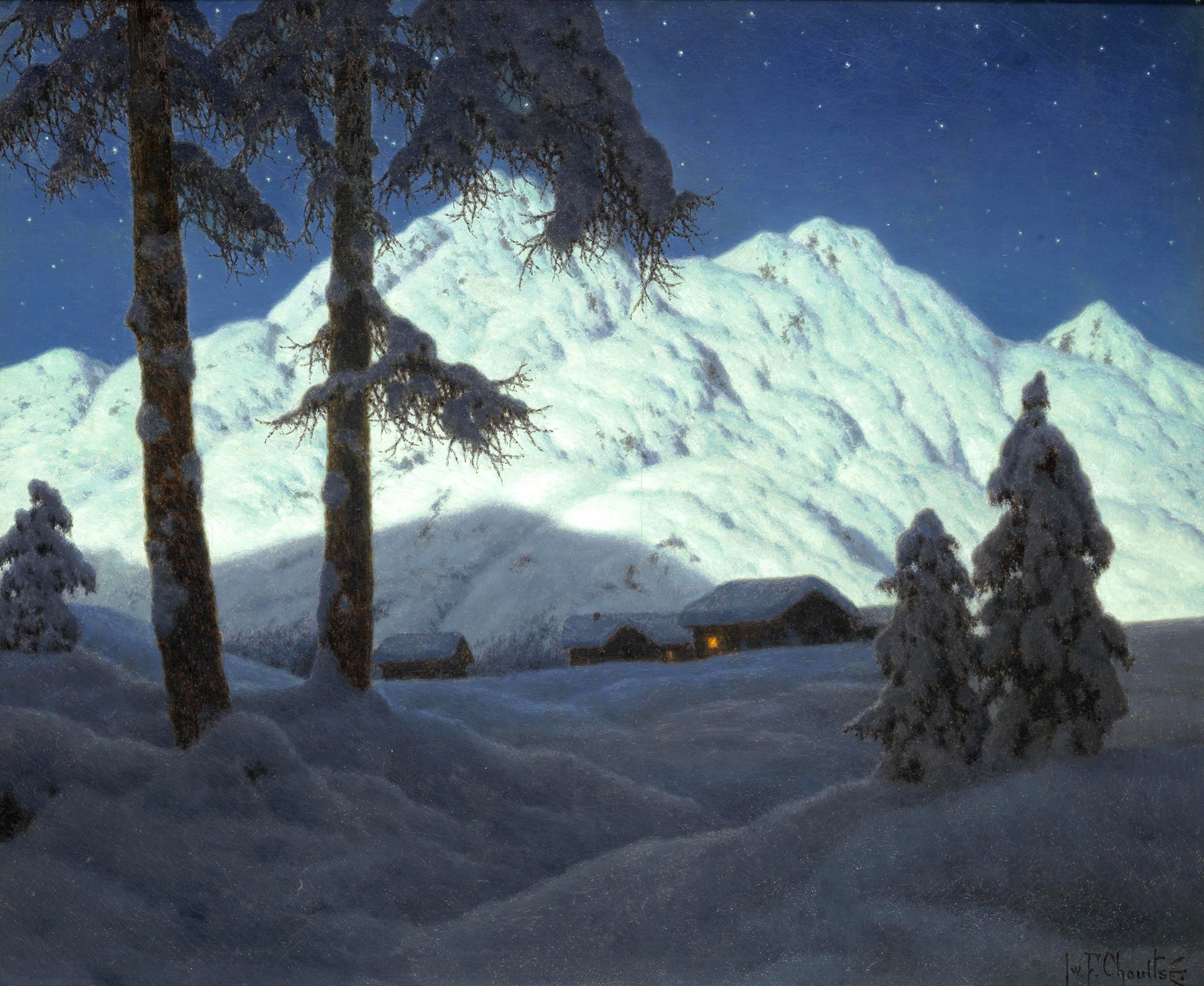
Иван Шультце. Лунная ночь в горах.
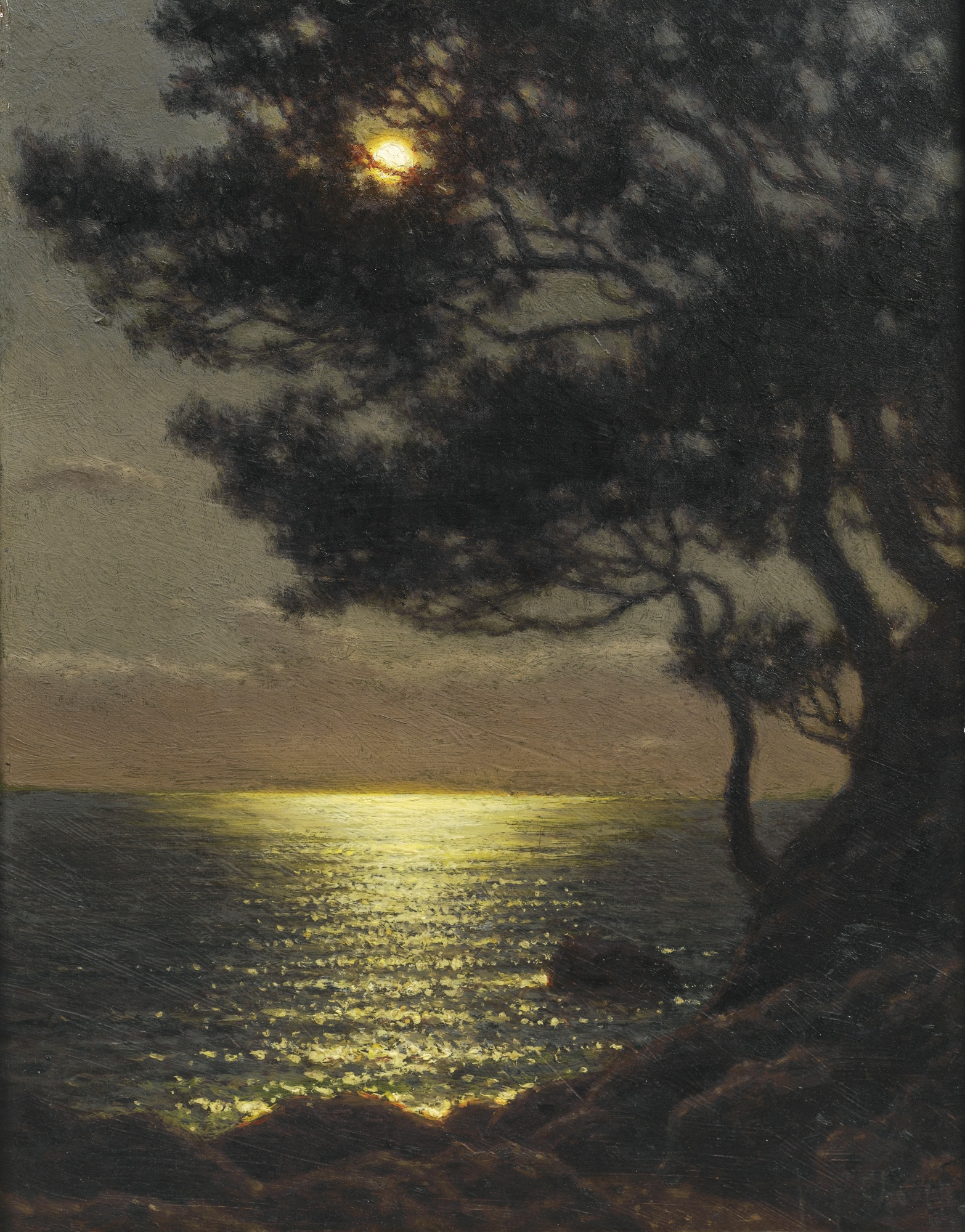
Иван Шультце. Берег в лунном свете
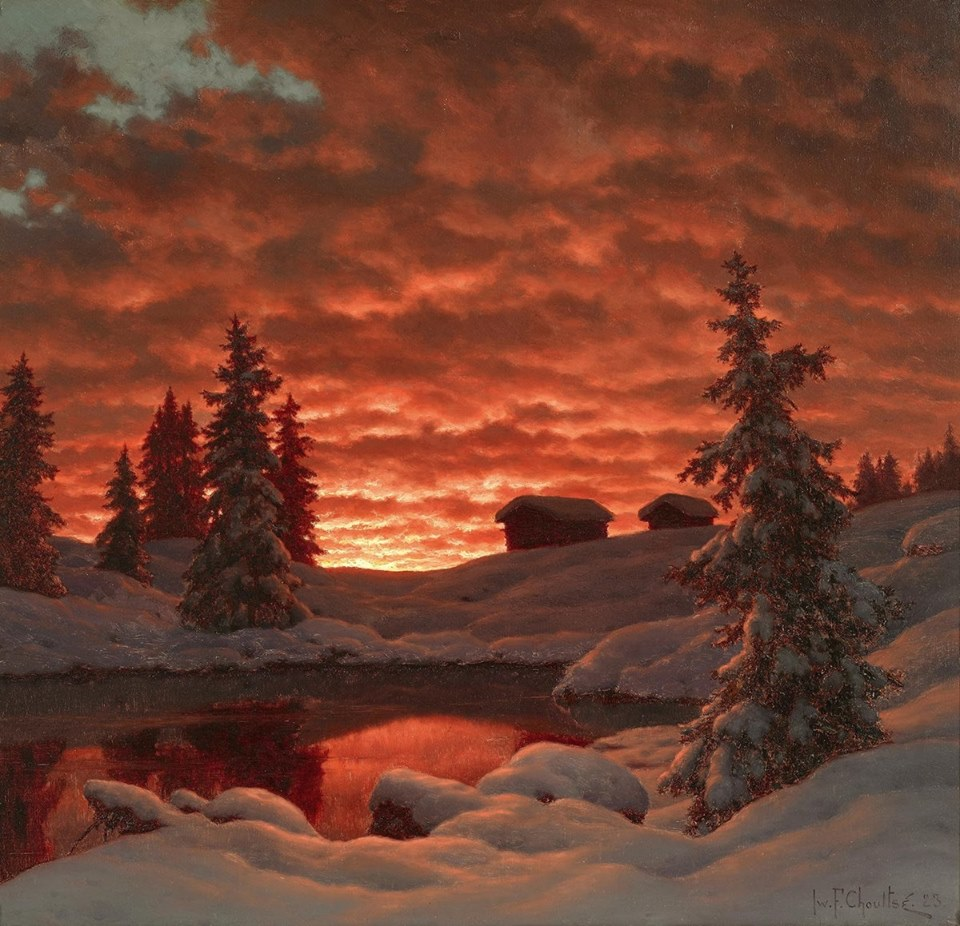
Иван Шультце. Закат
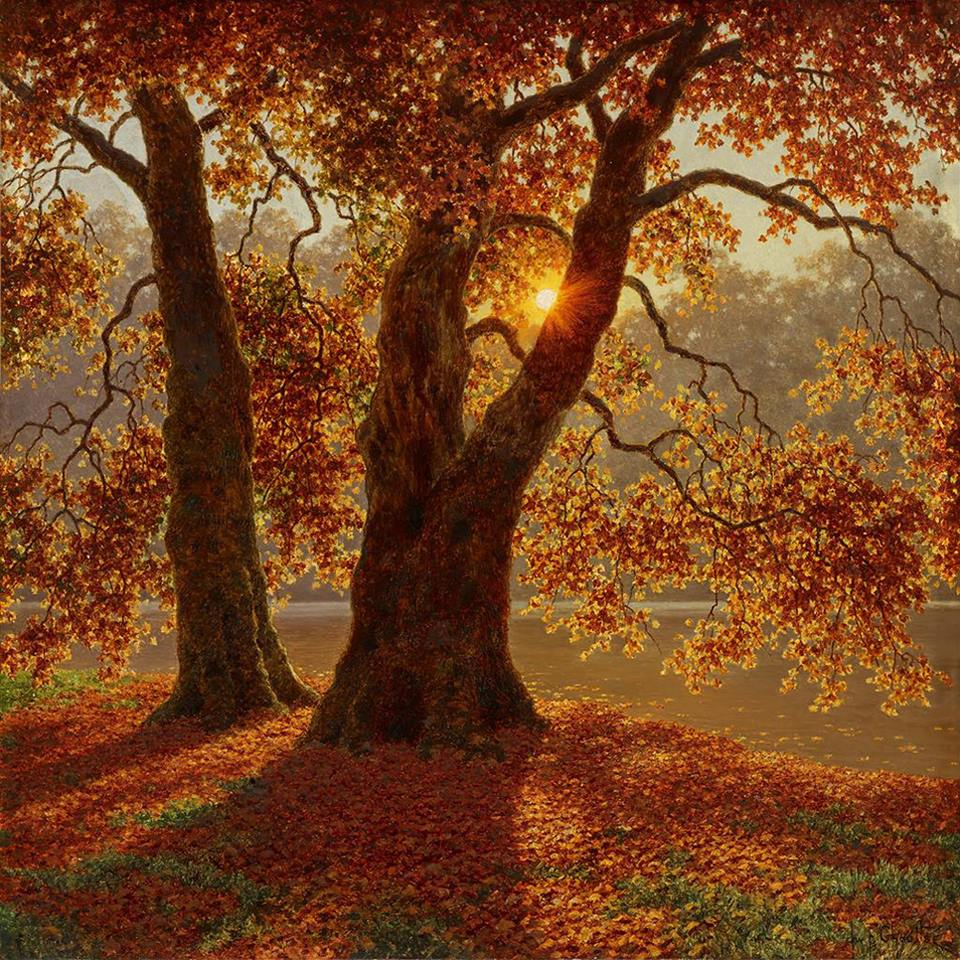
Иван Шультце. Вечер осенью
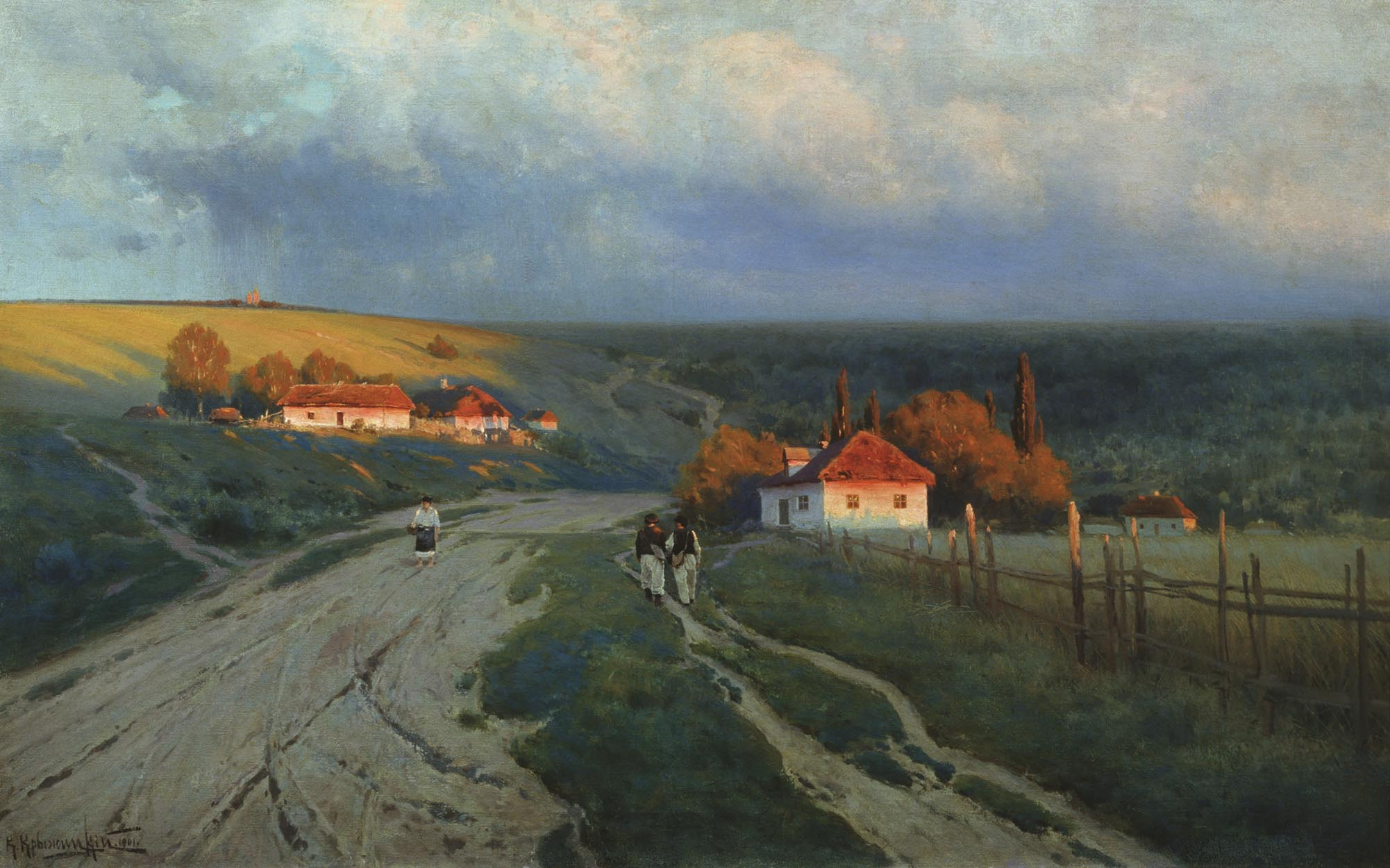
Констанин Крыжицкий. Вечер.